# L'italiano
«L'italiano» (італ. «Італієць») — відома пісня італійського композитора і співака Тото Кутуньйо, випущена 1983 року.

## Історія
«L'italiano» — всесвітньо відома пісня, записана Тото Кутуньйо 1983 року та представлена на 33-му Фестивалі італійської пісні «Санремо» (переможницею якого стала Тіціана Рівалі з піснею Sarà quel che sarà), де вона посіла п'яте місце, але перемогла у спеціальному рейтингу «Totip» «Співаки та переможці». Пісня перекладена багатьма мовами, у тому числі фінською та китайською.

## Композиція
Пісня, написана в листопаді 1981 року, спочатку призначалася для виконання Адріано Челентано, але наступного року співак відмовився її записати.
Надалі, інсайдерські джерела висловлювали гіпотезу, згідно з якою твір було написано наступного дня після перемоги Збірної Італії на Чемпіонаті світу 1982 року в Іспанії, що було спростовано самим Тото Кутуньо.

## Фестиваль «Санремо»
З «L'italiano» Тото Кутуньо вчетверте представив себе на фестивалі в «Санремо» (куди він повернувся через три роки), вдруге як соліст після його переможної участі на цьому фестивалі у 1980 році з піснею «Solo noi» (до цього він брав участь на фестивалі двічі, у 1976 і 1977 роках, з гуртом «Albatros»). Це була друга пісня з такою назвою, представлена на «Санремо»: раніше пісню під назвою «L'italiano» виконував Стефано Россо на фестивалі 1980 року, посівши сьоме місце, тоді перемогу здобув Тото Кутуньо з піснею «Solo noi».
На фестивалі, де дозволялося виконання під фонограму, Тото Кутуньо разом з Джанні Моранді («La mia nemica amatissima»), Фйордалісо («Oramai»), Джанні Наццаро («Mi sono innamorato di mia moglie») та Амії Стюарт («Працюю допізна») був одним з небагатьох, хто виступав наживо.
Тото Кутуньо вперше виконав «L'italiano» у п'ятницю, 4 лютого 1983 року, другого вечора фестивалю: він був сімнадцятим із вісімнадцяти співаків, що вийшли на сцену. Належачи до кваліфікаційної групи «Б», або групи «Великі», «L'italiano» по праву пройшла у фінал, куди того ж року потрапила і категорія пісень «Новинки», яка змагалась разом із категорією «Великі» за остаточну перемогу.
В останній вечір, який відбувся в суботу, 5 лютого, Кутуньо натомість виступив сьомим серед «Великих». Пісня набрала 2869 голосів та вийшла у фінал завдяки другому місцю серед «Великих». Разом з Тото Кутуньйо пройшли також гурт «Matia Bazar» з «Vacanze romane» і Дорі Гецці з «Margherita non lo sa» серед «Великих»; серед виконавців категорії «Новинки» були Тіціана Рівалі («Sarà quel che sarà», 3208 голосів), Донателла Мілані («Volevo dirti», 3002 голоси) і Фйордалісо («Oramai», 2650 голосів).
У фінальному турі «L'italiano» набрала 2659 голосів і посіла лише п'яте місце з шести пісень, поступившись Тіціані Рівалі (переможниця з 2981 голосом), Донателлі Мілані (2942 голоси), Дорі Гецці (2912 голосів) та «Matia Bazar» (2831 голос) та випередивши Фйордалісо (2574 голоси).
Кутуньо, якому публіка «Арістону» демонструвала свою прихільність під час оголошення переможців, був відзначений перемогою, яка була йому присуджена домашнім голосуванням італійців через конкурс «Totip», де у цьому спеціальному рейтингу «Співаки та переможці» його «L'italiano» стала першою, отримавши 548 085 голосів, вона випередила пісню «La mia nemica amatissima» Джанні Моранді (посіла друге місце, з невеликим відривом, у 538 398 голосів) та «Avrò» Джорджи Фіоріо (321 046 голосів).
Результати конкурсу було оголошено наступного дня у телепередачі «Domenica in».
Тоді як у рейтингу Призу критиків, який присуджується на «Санремо» журналістами, «L'italiano» посіла друге місце, фіналістом стала пісня «Vacanze romane» гурту «Matia Bazar» і третє місце посіла «1950» Амедео Мінґі (пісня, що не потрапила до фіналу).

## Поза межами «Санремо»
Рейтинг Премії критиків також відображав, по відношенню до перших двох місць, результати продажів пісень в Італії: «L'italiano» виявилася другою за продажами серед інших композиції, виконаних на Фестивалі, поступившись у цьому випадку тільки «Vacanze romane» гурту «Matia Bazar». Пісня «Vacanze romane» стала четвертою серед найпродаваніших синглів Італії 1983 року, та також посіла першу позицію чарту. Винятком стали дані тижневика «TV Sorrisi e Canzoni», який серед інших пісень Фестивалю приписав перше місце тільки пісні «Abbracciami amore mio» співака Крістіана).
З іншого боку, «L'italiano» посіла лише 18 місце серед найпродаваніших записів Італії та максимальне друге місце в чарті 1983 року. Натомість на міжнародному рівні це була найуспішніша пісня фестивалю «Санремо» 1983 року.
У 2013 році Кутуньйо на «Санремо» отримав приз за «L'italiano».
На фестивалі «Санремо» 2020 року третього вечора, у четвер, 6 лютого, пісню виконував Франческо Габбані в костюмі астронавта, що було нагадуванням про семестр італійського керівництва МКС Лукою Пармітано. Пармітано був першим італійцем, що очолив МКС, на той час він мав безліч рекордів, деякі з яких важко відтворити у найближчому майбутньому, зокрема, 4 виходи у відкритий космос.

## Текст
У тексті «L'italiano» Кутуньйо розказує про вади, чесноти та стереотипи Італії. Зокрема, він звинувачує Італію у надмірному американізмі (слова: «із засиллям Америки на плакатах») та вказує ймовірну наростаючу кризу щодо релігійності суспільства та його певну «легковажність» у сексуальному плану (слова: «з жінками, які поступово скидають чернечі покрови»). Але незважаючи ні на що, оповідач «L'italiano» настільки пишається тим що він італієць, що хоче висловити цю свою патріотичну гордість через пісню.
Окрім посилань щодо християнської релігійності (де поряд зі словами «з жінками, які поступово скидають чернечі покрови», присутнє звернення до Бога) у пісні присутні згадки та пристрасть італійців до футболу — виду спорту, у якому збірна Італії виграла чемпіонат світу в Іспанії влітку 1982 року (слова: «з синіми костюмами в тонку білу смужку, з футбольними оглядами в неділю по ТБ»). Згадуються у пісні і тодішній президент Італії Сандро Пертіні (займав свою посаду між 1978—1985 роками) та автомобіль «Fiat 600».

## Музика
Пісня традиційно супроводжується гітарним звучанням, на чому наголошує сам її текст.

## Відеокліп
Відеокліп до пісні було знято біля та всередині «Bistro Romain», італійського ресторану на Єлисейських полях у Парижі. У відеокліпі також з'являється дівчина, одягнена в кольори італійського прапора та картин.

## Чарти

### Тижневі чарти
| Країна (1983)                          | Позиція |
| -------------------------------------- | ------- |
| Бельгія (Ultratop 50)                  | 11      |
| Німеччина (Offizielle Deutsche Charts) | 23      |
| Італія (Musica e dischi)               | 2       |
| Швейцарія (Schweizer Hitparade)        | 1       |

### Підсумкові чарти року
| Країна (1983) | Позиція |
| ------------- | ------- |
| Італія        | 18      |
| Швейцарія     | 8       |